# Долгопрудненская организованная преступная группировка
Долгопрудненская ОПГ — одна из самых известных преступных группировок Московской области начала 1990-х годов.

## История
Долгопрудненская организованная преступная группировка сформировалась в 1988 году. В 1988 году «долгопрудненские» столкнулись с Люберецкой ОПГ в борьбе за сферы влияния в Москве, однако сумели договориться на знаменитом сходе в Дагомысе. Особого могущества группировка достигла к началу 90-х годов, взяв под контроль север Москвы, объекты Олимпийской деревни, Очаково и Коптево. К 1990 году «долгопрудненские» контролировали ряд московских торговых баз и валютных ресторанов.

## Структура
Группировка имела четкую внутреннюю структуру с различными функциональными подразделениями, разведку и контрразведку, связи в правоохранительных органах. К 1993 году «долгопрудненские» насчитывали около 350 активных участников. В основном, в состав ОПГ входили спортсмены и ранее судимые жители Лобни, Долгопрудного, Коптева, а также Красногорска и Архангельского.
В 1994 году группировка понесла тяжелые потери. Были убиты её основные лидеры: «Потёма», «Лысый», «Богута» и даже «гастролирующий» авторитет Старшой из Калужской области. В итоге ОПГ попала под влияние «воров в законе» старых традиций — Олега Савостина (Савоська), Егора Кузнецова (Сезнь), Павла Захарова (Паша Цируль), Вячеслава Слатина (Ростик). К «долгопрудненским» относился и один из самых молодых «воров в законе» Григорий Серебряный (умер в Бутырской тюрьме в 1997 году).

## Криминальная деятельность
«Долгопрудненские» контролировали часть Северного и Северо-Западного округов Москвы и некоторые прилегающие к ним районы.
Участники группировки с самого начала избрали способом обогащения контроль за коммерческими предприятиями. Вместе с тем, «долгопрудненские» занимались рэкетом, разбоем и исполнением заказных убийств (в том числе в дальних регионах — в Санкт-Петербурге, Киеве, Сочи). Группировка особенно преуспела в предоставлении предприятиям охраны («крыши») с условием выплаты регулярной дани. Ей даже удалось обложить данью одно совместное предприятие, что в то время было сделать очень сложно.
ОПГ контролировала торговлю и рестораны в аэропортах Шереметьево-1 и Шереметьево-2, частный извоз, наркоторговлю, проституцию и торговлю спиртными напитками. Участники ОПГ обложили данью даже художественные промыслы в Сергиевом Посаде. «Долгопрудненские» имели собственные магазины в Австрии, Гонконге, Германии и Польше.
ОПГ активно сотрудничала с ивантеевской, пушкинской и калининградской группировками.